# Letov Š-4
De Letov Š-4 is een Tsjechoslowaaks eenzits-dubbeldekker-jachtvliegtuig gebouwd door Letov. De Š-4 is ontworpen door ingenieur Alois Šmolík. Het toestel vloog voor het eerst in 1922. De romp en staart van het toestel waren opgebouwd uit metaal en de vleugel uit hout, met doek overspannen. De Š-4 leek sterk op de Franse SPAD S.XIII, maar bezat niet vergelijkbare vliegeigenschappen. Karakteristiek voor beide modellen was de ronde motor bekleding. Twintig Š-4’s zijn er gebouwd voor de Tsjechoslowaakse luchtmacht, waarvan een aantal Š-4a’s. In dienst bleek dat de Š-4’s niet voldeden, waarna alle toestellen tot Š-4a’s werden omgebouwd.

## Versies
- Š-4: hoofdproductie-versie
- Š-4a: lesversie van de Š-4

## Specificaties
- Bemanning: 1, de piloot
- Lengte: 6,58 m
- Spanwijdte: 8,00 m
- Hoogte: 2,62 m
- Vleugeloppervlak: 16,43 m2
- Leeggewicht: 673 kg
- Max. startgewicht: 980 kg
- Motor: 1× Hispano-Suiza 8ba V8, 162 kW (220 pk)
- Maximumsnelheid: 232 km/h
- Vliegbereik: 500 km
- Bewapening: 2× gesynchroniseerde 7,7 mm Vickers machinegeweren

## Gebruikers
- Tsjechoslowakije